# Referéndum presidencial de Rusia de 1991
Un referéndum para crear el cargo de presidente de Rusia fue realizado en Rusia el 17 de marzo de 1991. 
El referéndum fue llevado a cabo junto con un referéndum sobre la preservación de la URSS. Antes del referéndum el jefe de Estado de la República Socialista Federativa Soviética de Rusia (RSFS de Rusia) era el Presidente del Presidium del Sóviet Supremo de la RSFS de Rusia, elegido por el Congreso de los Diputados del Pueblo de la RSFS de Rusia. Con el 71.4% de los votos del resultado, fue creado el cargo de Presidente de la RSFS de Rusia y dos meses después Borís Yeltsin fue elegido como el primer presidente.

## Pregunta
«¿Usted considera necesario que el cargo de Presidente de la RSFS de Rusia sea elegido por voto popular?» 

## Resultados
| Resultados                         | Votos       | %    |
| ---------------------------------- | ----------- | ---- |
| Favor                              | 53,385,275  | 71.4 |
| Contra                             | 21,406,152  | 28.6 |
| Votos inválidos/en blanco          | 1,633,683   | –    |
| Total                              | 76,425,110  | 100  |
| Votantes registrados/participación | 101,776,550 | 75.1 |
| Fuente: Nohlen & Stöver            |             |      |

## Galería
|                                |
| Carta de invitación al votante |

|                                                                              |
| Yuri Afanásiev en un mitin en Moscú en apoyo a Borís Yeltsin y el referéndum |

|                                                       |
| Borís Yeltsin haciendo campaña en apoyo al referéndum |

|                                                                   |
| Alcalde de Moscú Gavriil Popov en un mitin en apoyo al referéndum |